# Esvástica del bosque
La esvástica del bosque fue un diseño formado con alerces cuidadosamente arreglados que cubría un área de 3600 metros cuadrados en medio de un pinar, cerca de la localidad de Zernikow del distrito de Uckermark, en el extremo norte del estado de Brandemburgo, Alemania.

## Historia
La construcción de dicha esvástica gigante se realizó en 1938 por encargo de un empresario que era un simpatizante nazi, con el objetivo de obsequiársela al Führer Adolf Hitler en su 49.º cumpleaños, sembrando alerces en medio de un pinar.
Durante unas pocas semanas cada año, en otoño y primavera, el color de las hojas de los alerces cambiaría del verde al amarillo intenso, contrastando con el profundo verde del pinar, de modo que las hojas amarillas de los alerces formasen claramente la imagen de una esvástica nazi. La corta duración del efecto visual, combinada con el hecho de que la imagen solo podía ser vista desde el aire, propició que la esvástica del bosque pasara desapercibida tras la caída del III Reich. La región de Brandemburgo quedó inserta dentro de la antigua Alemania Oriental, y la escasez de vuelos aéreos sobre el bosque de Zernikow causó que la imagen pasara desapercibida durante el posterior gobierno socialista, pese a que el diseño cubría casi 60 metros cuadrados de terreno.
En el año 1992 se descubrió esta esvástica, cuando el gobierno de la Alemania reunificada ordenó un examen aéreo de los territorios de propiedad estatal, incluyendo las zonas rurales de la antigua RDA. Las fotografías fueron examinadas por estudiantes forestales, que inmediatamente reconocieron el diseño.
Las autoridades del Estado federado de Brandeburgo, preocupadas por el daño a la imagen de la región y la posibilidad que el área se convirtiese en un sitio de peregrinaciones neonazis, trataron de destruir el símbolo arrancando 43 de los 100 alerces en 1995, considerando además que la legislación penal alemana prohíbe la exhibición de símbolos nazis en lugares públicos. La figura siguió siendo no obstante distinguible con los 57 árboles restantes y, en 2000, varios periódicos alemanes publicaron más fotos aéreas de la esvástica.
Para entonces la propiedad de aproximadamente la mitad del área en la que se encontraban los árboles había sido vendida a manos privadas, pero las autoridades locales obtuvieron permiso para derribar 25 árboles más en la zona aún bajo su control en diciembre de 2000, logrando así ocultar la imagen en gran medida.

## Otros casos similares
En septiembre de 2006, el New York Times informó acerca de otra esvástica en un bosque en Eki Naryn, al pie del Himalaya. Es de 200 metros, pero la esvástica no se aprecia tan claramente como en el bosque de Zernikow.